# Symphlebia hyalina
Symphlebia hyalina là một loài bướm đêm thuộc phân họ Arctiinae, họ Erebidae.